# Елвастон (Илиноис)
Елвастон (енгл. Elvaston) град је у америчкој савезној држави Илиноис.

## Демографија
По попису из 2010. године број становника је 165, што је 13 (8,6%) становника више него 2000. године.
| Група             | 2000.       | 2010.       |
| Белци             | 151 (99,3%) | 159 (96,4%) |
| Афроамериканци    | 1 (0,7%)    | 1 (0,6%)    |
| Азијати           | 0 (0,0%)    | 0 (0,0%)    |
| Хиспаноамериканци | 0 (0,0%)    | 2 (1,2%)    |
| Укупно            | 152         | 165         |